# Nijl

De Nijl (in het Arabisch النيل an-nīl) is met een lengte van 5499 tot 6695 km (door verschillende manieren van meten) de langste of de op een na langste rivier van de wereld (dit hangt ervan af welke lengte men aan de Amazone toekent; ook hierover is niet iedereen het eens).
De Nijl ontspringt als Blauwe Nijl in Ethiopië aan het Tanameer en als Witte Nijl aan het Victoriameer. Het Victoriameer bevindt zich tussen de drie landen Oeganda, Kenia en Tanzania. De Witte Nijl stroomt vervolgens van hieruit via Zuid-Soedan naar Soedan, waar de beide takken (de Witte en de Blauwe Nijl) bij de hoofdstad Khartoem samenkomen. Daarna stroomt de rivier door Egypte naar het noorden, om ten slotte in een ruime delta uit te monden in de Middellandse Zee.
Het stroombekken van de Nijl beslaat ruim 3 miljoen km², of een tiende van de Afrikaanse landmassa, en huisvest 160 miljoen mensen. De totale bevolking van de 11 landen waar hij doorheen stroomt, en die sterk afhankelijk zijn van de rivier, bedraagt 443 miljoen.

## Bron van de Nijl
De bron van de Nijl is lange tijd onbekend gebleven. In de 19e eeuw werd voor het eerst het Victoriameer, dat op het verloop van de rivier ligt, geïdentificeerd als bron van de Nijl, door John Hanning Speke. Maar uit verder onderzoek is gebleken dat het kleinere Tanameer aan het eind van het regenseizoen verantwoordelijk is voor meer dan 72% van het water dat door de Nijl stroomt. Voor die tijd hebben diverse ontdekkingsreizigers getracht de bron te vinden, onder wie David Livingstone en de Nederlandse ontdekkingsreizigster Alexine Tinne. Sinds 2005 wordt echter aangenomen dat de bron ligt in het Nationaal park Nyungwe Forest in Rwanda en via de rivier de Rukarara en de rivier Kagera naar het Victoriameer loopt. De nieuwe gegevens maken de rivier 107 km langer dan voorheen geschat.
De Nijl is van groot belang voor Oeganda. De vlak bij de oorsprong van de rivier bij Jinja aangelegde stuwdam, Speke's dam, is verantwoordelijk voor het grootste deel van de energievoorziening van heel Oeganda. Oeganda voert zelfs elektrische energie uit.

## Zijrivieren van de Nijl
Als de aaneenschakeling Kagera-Victoriameer-Witte Nijl als de hoofdrivier wordt beschouwd, dan zijn de belangrijkste zijrivieren, opgesomd vanaf de bron naar de monding:
- (links) de Bahr el Ghazal die in Zuid-Soedan vanuit de Sudd-moerassen naar de Witte Nijl stroomt;
- (rechts) de Sobat of Baro-Akobo die vanuit de hooglanden van Ethiopië door Zuid-Ethiopië naar de Witte Nijl stroomt;
- (rechts) de Blauwe Nijl uit Ethiopië, verantwoordelijk voor 85% van de totale watertoevoer;
- (links) de Atbarah (ook Zwarte Nijl of Rode Nijl) en zijn zijrivier de Tekezé;
- (links) vroeger stroomde de Gele Nijl vanuit Tsjaad naar de Nijl; het droge overblijfsel heet Wadi Howar.

## Het overstromen van de Nijl
De Nijl is een samenvloeiing van de Blauwe Nijl, die in Ethiopië ontspringt, en de Witte Nijl. De Witte Nijl heeft een basisdebiet. Dit debiet wordt groter door de neerslag (afkomstig van het regenseizoen) die in Oeganda valt, waar de Witte Nijl doorheen stroomt. Hetzelfde gebeurt met de Blauwe en de Zwarte Nijl; hun debiet wordt groter door de neerslag die in Ethiopië valt. Het regenseizoen in Oeganda valt echter vroeger dan het regenseizoen in Ethiopië, waardoor de Nijl gedurende een lange periode veel water aangevoerd krijgt. In Soedan stromen deze rivieren samen in de Nijl. Doordat het debiet zo groot is (het basisdebiet van de Witte, de Blauwe en de Zwarte Nijl gecombineerd met de regen van de regenseizoenen) overstroomde de Nijl tot de bouw van de Aswandam in 1970 bijna elk jaar; de zogenaamde Nijlvloed.
De Nijl was en is van groot belang voor Egypte. Egypte is een vruchtbaar land in de Sahara en dat komt door de bevloeiing door de Nijl. Egypte werd daarom ook wel het geschenk van de Nijl genoemd. De Nijl kon het leven van een oude Egyptenaar totaal veranderen. Zonder de jaarlijkse overstroming van de Nijl was er geen voedsel, want er was geen irrigatiesysteem. Maar als de Nijl te lang buiten zijn oevers trad, verging het gewas en was er te weinig eten.
De Nijl overstroomt niet meer in Egypte sinds de aanleg van de Aswandam in de jaren zestig, waarna het Nassermeer ontstond. In Zuid-Soedan wordt een groot deel van de hoofdstroom van de Nijl via het Jongleikanaal afgeleid, waardoor het Suddmoeras minder water krijgt. Zowel het stuwmeer in Boven-Egypte als het kanaal in Zuid-Soedan is te herkennen op de kaart hiernaast.

#### Sedimenttransport
Het sedimenttransport in de Nijl stroomaf van de Aswandam bedraagt jaarlijks.
- Te Aswan: 0,14 miljoen ton sediment in suspensie en bijkomend 28% rollend zand
- Te Quena: 0,27 miljoen ton sediment in suspensie en bijkomend 27% rollend zand
- Te Sohag: 1,5 miljoen ton sediment in suspensie en bijkomend 13% rollend zand
- Te Bani Sweif: miljoen ton sediment in suspensie en bijkomend 20% rollend zand

## Stuwdammen

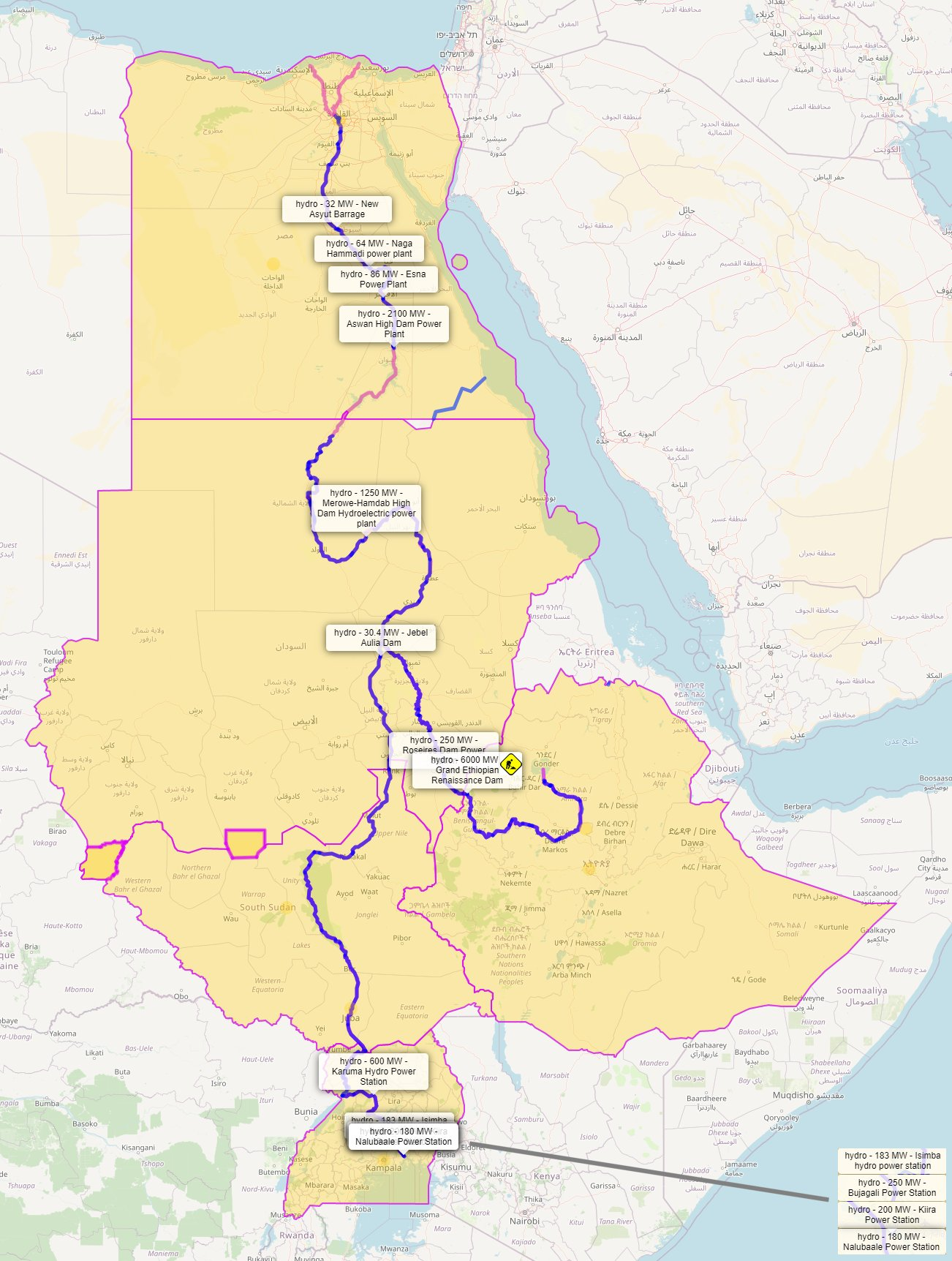
Stuwdammen in de Nijl
(plus dam in aanbouw in Ethiopië)

Voorbij de samenvloeiing van de Blauwe en Witte Nijl stroomt de rivier meer dan 3000 km door een woestijnlandschap, met als enige bijrivier de seizoensafhankelijke Atbarah op 300 km te noorden van Khartoem. Tussen Aswan en Rosetta legt hij 1200 km af waarin er geen druppel water bijkomt, maar waarin daarentegen veel water verdampt en een deel in de bodem dringt. Dat betekent dat Soedan en Egypte voor hun zoetwatervoorziening volledig afhankelijk zijn van de Nijl.
De mytische farao Menes, stichter van de eerste dynastie meer dan 5000 jaar geleden, leefde tijdens een periode van hoge Nijloverstromingen. Tijdens zijn leven en de eeuwen daarna viel in de Sahel veel regen, en dat schiep welvaart in Egypte in de vorm van de eerste grootschalige graanbouw. In die tijd ontstonden de stad Memphis, de eerste irrigatiedam en de piramide van Cheops. Een periode van droogte 1000 jaar later bracht het oude koninkrijk ten val.
In totaal liggen er op de Nijl meer dan 25 dammen en waterbeheerswerken. De Renaissancedam is de eerste grote dam op het Ethiopische deel van de Blauwe Nijl; eerder had Soedan al de twee grote dammen van Sennar en Roseires op die zijrivier. De grootste dam in het bekken is de Hoge Aswandam in het zuiden van Egypte met een reservoircapaciteit van 132 miljard m3.
De eerste stuwdam in Aswan, de Lage Aswandam, kwam gereed in 1902, maar was inefficiënt, waardoor de sluizen moesten worden opengezet als het in Ethiopië te veel regende. Begin jaren zestig werd de tweede of Hoge Aswandam gebouwd.
Soedan bouwde eveneens twee stuwdammen op de Nijl, iets wat Egypte jarenlang met alle middelen wilde voorkomen. De Egyptenaren wilden hun irrigatieplannen (het grootste is het Toshka-project ter hoogte van Aboe Simbel) niet zien sneuvelen als gevolg van te weinig water. De Soedanezen hadden elektriciteit nodig om hun snel groeiende bevolking van het nodige comfort te voorzien. De stuwdam bij de vierde Nijl-cataract, de Merowedam, maakte in Soedan een forse uitbreiding van het landbouwareaal mogelijk. Eind 20e eeuw kwam er een lichte toenadering tussen Caïro en Khartoem, waarna de grens in 1998 weer openging. De betere betrekkingen verslechterden evenwel terug tijdens de bouw van de Merowedam en met de bijkomende plannen voor hydro-elektrische centrales in Soedan op meerdere zijrivieren van de Nijl.
Sinds 2010 ontstond bijkomend dispuut over de bouw van de Renaissancedam in Ethiopië op de Blauwe Nijl, die eveneens een gevaar oplevert voor de watervoorziening van Egypte. Het water van de Nijl wordt nu al geteisterd door vervuiling, klimaatverandering en de groeiende bevolking van Egypte, die inmiddels officieel 100 miljoen mensen telt. Een kolossale dam voor de opwekking van hydro-elektrische energie in de laaglanden van Ethiopië dreigt de watervoorziening van Egypte verder te beperken. Toch gingen de werken aan de Grote Renaissancedam in 2011 van start.

## Internationaal waterrecht
Het Verdrag inzake het recht betreffende het gebruik van internationale waterlopen anders dan voor de scheepvaart (VN-Waterlopenverdrag) werd aangenomen door de Algemene Vergadering van de Verenigde Naties in 1997 en trad in werking op 17 augustus 2014. Het legt verscheidene gewoontebeginselen vast die al bestonden in het internationale waterrecht, zoals billijk en redelijk gebruik, de verplichting om geen aanmerkelijke schade toe te brengen, de algemene verplichting tot samenwerken en de verplichting tot bekendmaking van geplande maatregelen. Als aanvulling op het Verdrag nam de Algemene Vergadering in 2008 akte van de ontwerpartikelen over het recht van internationale waterlopen.
Geen enkele van deze teksten wijst uitdrukkelijk waterrechten toe aan oeverstaten; ze bieden alleen een algemeen kader voor het sluiten van akkoorden. In het Midden-Oosten is geen enkele van de belangrijke internationale waterlopen (Nijl, Jordaan, Tigris, Eufraat) het voorwerp van een specifiek akkoord dat het hele rivierbekken beslaat. Ook heeft geen enkele oeverstaat van de Nijl het VN-verdrag van 1997 geratificeerd. Voor de Nijl bestaan twee gedeeltelijke akkoorden tussen Egypte en Soedan: de Uitwisseling van Notas uit 1929 tussen de Britse en de Egyptische regering met betrekking tot het gebruik van Nijlwater voor irrigatie, en het akkoord uit 1959 tussen de Soedanese en de Egyptische regering over het volledige gebruik van het Nijlwater.
Het waterbeleid in het Nijlbekken werd lang gekenmerkt door eenzijdige maatregelen, maar heeft veranderingen ondergaan sinds de jaren 1990. In 1999 stichtten de Nijloeverstaten het Nile Basin Initiative als overlegorgaan en als kader voor samenwerkingsakkoorden. In 2010 werd het Akkoord over het Nile River Basin Cooperative Framework (samenwerkingskader voor het Nijlbekken) aangenomen door 5 van de 11 oeverstaten (een zesde is sindsdien toegetreden). Vanaf 2011 verslechterde de situatie door de politieke instabiliteit in Egypte en de onafhankelijkheid van Zuid-Soedan. In 2015 bereikten Egypte, Soedan en Ethiopië een akkoord over de algemene beginselen voor de bouw en uitbating van de Renaissancedam, maar sinds 2017 zit de praktische uitwerking van dat akkoord in een impasse.

## Video's
|  |  |